# Lnička
Lnička (Camelina) je rod brukvovitých, dosud převážně planě rostoucích rostlin rozšířených téměř po všech kontinentech, jejíchž některé druhy se semeny bohatými na olej skýtají perspektivu ekonomického pěstování.

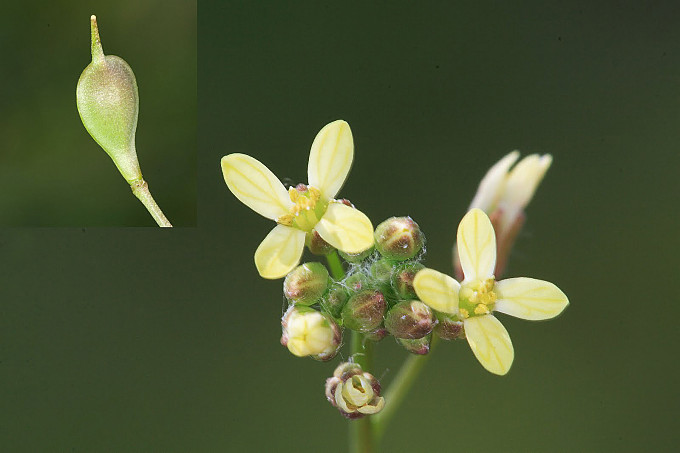
Rozvitý květ lničky

## Výskyt
Tento rod je rozšířen v Evropě, v mírném podnebném pásu Asie, v severní a subsaharské Africe, v obou Amerikách a Austrálii. Do zámořských oblastí se dostala jeho semena s osivem obilí nebo lnu.
Rostliny jsou odolné k přísuškům, potřebují dostatek vláhy pouze k vyklíčení, pak již rostou i za poměrného sucha. Jejích semena mají dlouhou životnost, za vhodných podmínek klíčí v průběhu téměř celého roku. Mladé rostlinky které vyrostou již na podzim většinou zimní období přečkají a druhým rokem na jaře z nich vyraší květonosná lodyha. Rostliny vyklíčené na jaře kvetou tentýž rok.

## Popis
Rostliny jednoleté nebo ozimé, lysé nebo chlupaté s jednoduchými až hvězdicovými chlupy, ale bez mnohobuněčných. Lodyhy jsou přímé či vystoupavé a dorůstají do výše 30 až 120 cm, většinou bývají rozvětvené. Listy v přízemní růžici mají krátké řapíky a v době rozvíjení květů již usychají. Lodyžní listy bez palistů vyrůstají střídavě, jsou úzké a dlouhé (2 až 7 cm), mají ouška a bývají částečně objímavé. Jejich čepele jsou celistvé nebo zubaté, někdy mírně zvlněné.
Květenství je tvořeno drobnými, symetrickými, čtyřčetnými, bisexuálními květy na stopkách a bez listenů a bývá sestaveno do hroznu, která se později ještě prodlužuje. Vytrvalé kališní lístky vyrůstající ve dvou kruzích jsou úzce podlouhlé až obkopinaté, obvykle vztyčené. Volné, výrazně delší korunní lístky, sestavené do kříže, jsou obvejčité až obkopinaté, lalokovité, na konci okrouhlé a někdy s mělkým zářezem, barvu mají žlutou, světle žlutou nebo bílou. Šest plodných tyčinek s volnými nitkami ve dvou kruzích (2 + 4) je nestejné délky a nesou vejčité nebo podlouhlé žluté prašníky. Přisedlý dvoudílný semeník je tvořen srůstem dvou plodolistů, má jednu čnělku s bliznou. V jednom oddílu semeníku je 5 až 50 vajíček. V květu jsou boční nektarové žlázky. Rod je hmyzosnubný, pyl přenáší létající hmyz. Ploidie je 2n = 40.
Plody jsou podlouhlé nebo hruškovité pukající šešule nebo šešulky dlouhé 6 až 12 mm, každá obsahuje 10 až 50 semen, na rostlině jich bývá 20 až 100 nebo i více, otvírají se dvěma chlopněmi. Drobná až středně velká bezkřídlá semena jsou okrouhlá nebo elipsoidní, endospermu mají málo nebo vůbec ne.

## Význam
Za příznivých podmínek se rychle šiří a v oblastech kde se řádně nečistí osivo, nestřídají se plodiny nebo se nedostatečně zpracovává půda (orba, vláčení) se stává nepříjemným plevelem v obilovinách, lnu nebo pícninách.
Semena obsahují olej který se u některých druhů (např. u lničky seté) využívá v gastronomii, kosmetice i průmyslu, tyto druhy lničky se začínají pěstovat a šlechtit.

## Taxonomie
V České republice rostou čtyři druhy lničky:
- lnička drobnoplodá (Camelina microcarpa) DC.
- lnička rumelská (Camelina rumelica) Velen
- lnička řídkoplodá (Camelina laxa) C. A. Mey.
- lnička setá (Camelina sativa) (L.) Crantz

V minulosti na našem území rostl ještě jeden druh, který je v současnosti již nezvěstný:
- lnička tařicovitá (Camelina alyssum) (Mill.) Thell.